# José Antonio Sierra
José Antonio Sierra fue un político peruano.
En representación de la provincia de Piura, fue uno de los sesenta y cinco diputados electos en 1825 por la Corte Suprema y convocados para aprobar la Constitución Vitalicia del libertador y dictador Simón Bolívar. Sin embargo, a pesar de que dicho congreso estuvo convocado, el mismo decidió no asumir ningún tipo de atribuciones y no llegó a entrar en funciones.
En 1829 fue elegido diputado por la provincia de Jaén para el Congreso Ordinario de 1829 que es el primer congreso de la historia republicana del Perú y que se desarrolló en Lima entre el 31 de agosto hasta el 20 de diciembre de ese año mientras la presidencia de la república estuvo ejercida por Antonio Gutiérrez de la Fuente y Agustín Gamarra tras el golpe de Estado que se dio contra José de La Mar.